# Động đất Chūetsu, Niigata 2004
Động đất Chūetsu, Niigata 2004 (/ 新潟県中越地震 Nīgata-ken chūetsu jishin) xảy ra ở tỉnh Niigata, Nhật Bản vào lúc 17:56 (theo giờ địa phương) ngày 23 tháng 10 năm 2004. Trận động đất có cường độ 6,8 độ MJMA  (theo JMA), 6,6 độ Mw (theo USGS) đã rung chuyển rất mạnh, khu vực bị ảnh hưởng nặng đối với tỉnh Niigata, các rung chấn có thể cảm nhận được tại các khu vực Tōhoku, Hokuriku, Chūbu và Kantō. Do tâm chấn động đất nằm sâu trong đất liền nên không có cảnh báo sóng thần được đưa ra, mặc dù được Cục Khí tượng Nhật Bản xếp vào loại cấp độ 7. Trận động đất trên làm 68 người chết và gần 5.000 bị thương. Hơn 1.000 đường xá bị phá hủy, hàng chục vụ cháy và 90 vụ lở đất được ghi nhận sau động đất. Động đất trên đã làm chỉ số thị trường chứng khoán Tokyo sụt giảm 2,2% trong phiên mở cửa đầu tuần. Ngoài ra, Joetsu Shinkansen bị trật bánh.

## Cường độ địa chấn (theo JMA)
| Cường độ địa chấn | Tỉnh    | Vị trí |
| ----------------- | ------- | --- |
| 7                 | Niigata | Kawaguchi |
| 6+                | Niigata | Ojiya, Yamakoshi, Oguni                                                                                           |
| 6-                | Niigata | Nagaoka, Tokamachi, Tochio, Koshiji, Mishima, Horinouchi, Hirokami, Sumon, Irihirose, Kawanishi, Nakasato, Kariwa |